# Брихничёв, Иона Пантелеймонович
Иона Пантелеймонович Брихничёв  (1879―1968) — русский публицист, издатель, поэт, священник (лишён сана в 1906 г.).

## Биография
Сын ремесленника-кузнеца. Обучался в Кутаисском церковно-приходском училище. В 14 лет (1893) поступил в Тифлисскую духовную семинарию, по окончании которой получил сан священника и приход в с. Пасанаури, а затем был переведён в Тифлис.
Литературно-публицистическую деятельность начал во время революционных событий на Кавказе в начале 1906 года: два «Открытых письма…» в тифлисскую газету «Возрождение», где с позиций «подлинного христианства» осуждал «черносотенное крыло духовенства» и насильственную русификацию инородцев. Соединение политического радикализма с религиозностью, стремление вскрыть «антихристианский» характер общественного устройства, основанного на собственности, неравенстве и насилии характерно и для газеты «Встань, спящий!», которую Брихиничёв начал издавать с конца апреля 1906 года, размещая в ней и собственные небольшие статьи. Газета неоднократно запрещалась и возобновлялась под другими названиями, вплоть до ареста Брихничёва в июне 1906 года, после которого он был приговорён к заключению сроком на год и решением Синода лишён сана.
Брихничёв сближается (1906―1907) с участниками московского религиозно-философского общества (сотрудничает в журнале «Век») ― В. П. Свенцицким, епископом Михаилом Старообрядческим, В. Ф. Эрном, Г. С. Петровым, а с 1908 года ― с Д. С. Мережковским и 3. Н. Гиппиус, через которых заочно познакомился с А. А. Блоком. В 1908―1909 гг. был издателем и сотрудником ряда «народных» газет и журналов в Ростове-на-Дону (журналы «Пойдём за ним», «К свету»), Царицыне (газеты «Царицынская мысль», «Царицынская жизнь», «Город и деревня»; журнал «Слушай, земля», где, в частности, была опубликована легенда Брихничёва «Огонь принёс я на землю», 1909; отдельное издание ― 1912, запрещено цензурой), которые быстро прекращали существование из-за административных и цензурных преследований.
С октября 1910 года Брихиничёв жил в Москве. Активно сотрудничал (1912) в газете «Руль». Был инициатором и организатором газеты «Новая земля». В «Новой земле» Н. А. Клюев опубликовал значительную часть стихотворений, составивших его сборники «Сосен перезвон» и «Братские песни». Высланный в 1913 году из Москвы, живёт на юге России, бедствуя и переезжая из города в город. В 1914 году издал в Одессе сборник «Вселенское дело», в котором участвовал В. Я. Брюсов. 
Брихничёв ― автор стихотворных сборников: «Капля крови» (1912) , «Огненный сеятель» (1913), «Осанна» (1914), «Пути живые» (1916), «Литургия целому» (1917).
После Октябрьской революции 1917 года Брихничёв ― член Всероссийского комитета ликбеза, сотрудник Наркомпроса Грузии, деятель Пролеткульта, автор ряда популярных брошюр, в том числе по пропаганде атеизма, член редколлегии журнала «Безбожник».